# Moran Samuel
Moran Samuel (hebräisch מורן סמואל; * 24. April 1982 in Karmiel, Israel) ist eine israelische paralympische Basketballspielerin und Ruderin.

## Leben
Samuel wuchs in Karmiel auf, wo sie Basketball zu spielen begann. Ihren Wehrdienst bei der israelischen Luftwaffe absolvierte sie im Rahmen eines Förderprogramms für Sportler, in dem diese neben dem aktiven Wehrdienst an internationalen Wettkämpfen teilnehmen können. Nach ihrem Wehrdienst spielte sie in der israelischen Frauen-Basketballnationalmannschaft. Im Jahr 2006 erlitt sie einen Rückenmarksinfarkt und ist seitdem gelähmt. Nach der Genesung vom Rückenmarksinfarkt beendete sie ihr Studium an der Universität Haifa und wurde Physiotherapeutin. Samuel ist verheiratet und hat einen Sohn.

## Sportliche Laufbahn

### Basketball
Mit der israelischen Nationalmannschaft qualifizierte sie sich 2011 für die Rollstuhlbasketball-Europameisterschaft in Nazareth. Im selben Jahr wurde sie als einzige Frau Mitglied der Mannschaft von Beit HaLohem in Tel Aviv. 2013 nahm sie mit der israelischen Nationalmannschaft an der Rollstuhlbasketball-Europameisterschaft in Frankfurt am Main teil. Während ihre Mannschaft dabei am Ende den siebten Platz belegte, wurde sie als eine der fünf besten europäischen Spielerinnen in das „All Star Team“ gewählt.

### Rudern
Auf Anregung ihrer Lebensgefährtin, mit der sie mittlerweile verheiratet ist und die ebenfalls Ruderin ist, begann sie 2010 Rudern zu trainieren und repräsentierte Israel 2012 bei den Paralympischen Spielen in London, wo sie Fünfte wurde. In demselben Jahr gewann sie ein World-Cup-Rennen im Einer in Gavirate, Italien. Da die dortigen Organisatoren keine Aufnahme der israelischen Nationalhymne HaTikva hatten, bat Samuel um ein Mikrofon und sang sie kurzerhand selbst. 2015 gewann sie ein World-Cup-Rennen in Lago di Varese, wobei sie die zu diesem Zeitpunkt amtierende Weltmeisterin, die Norwegerin Birgit Skarstein, schlug. Bei den Ruder-Weltmeisterschaften 2015 in Lac d’Aiguebelette, Frankreich, gewann sie Gold im AS-Einer der Frauen vor Rachel Morris aus Großbritannien und Birgit Skarstein. Damit hatte sie sich gleichzeitig für die Teilnahme an den Paralympischen Spielen in Rio de Janeiro qualifiziert. Bei den Weltmeisterschaften 2017 und 2018 musste sie sich Birgit Skarstein geschlagen geben und gewann jeweils Silber. 2019 gewann sie bei den Weltmeisterschaften in Ottensheim Bronze.